# Leokadia Borucka-Ubysz
Leokadia Ubysz-Borucka, nazywana również Borucką-Ubysz (ur. 1 czerwca 1919 w Moskwie, zm. 8 września 1989 w Warszawie) – polska biometryk, metodyk statystyki i nauczycielka akademicka.

## Życiorys
Leokadia Helena Ubysz-Borucka była córką Franciszka Henryka Boruckiego i Elżbiety Tararuchin. Jej ojciec w roku 1905 w wieku 17 lat został aresztowany za udział w demonstracjach przeciwko caratowi i skazany na zesłanie na Syberię, skąd został uwolniony dopiero po Rewolucji Październikowej. W drodze powrotnej zatrzymał się na naukę w szkole handlowej w Moskwie, gdzie poznał i ożenił się z Elżbietą. Ich pierwsza córka Leokadia urodziła się w Moskwie, a po dwóch latach rodzina przeniosła się do Warszawy. Niestety matka jeszcze w Moskwie nabawiła się gruźlicy i zmarła w 1929 r., osierocając dwie córki. Leokadia Borucka zdała maturę w gimnazjum żeńskim w Warszawie w 1937 r. i rozpoczęła studia na Wydziale Ogrodniczym Szkoły Głównej Gospodarstwa Wiejskiego (SGGW). Studia przerwała wojna. W czasie okupacji niemieckiej działała w konspiracji i brała udział w Powstaniu Warszawskim jako członkini Armii Krajowej.
Tytuł magistra inżyniera nauk agrotechnicznych uzyskała w 1950 r. W latach 1947–1950 studiowała matematykę na Wydziale Matematyczno-Przyrodniczym Uniwersytetu Warszawskiego jednocześnie pracując. W latach 1954–1958 była doktorantką w Katedrze Uprawy Roli i Roślin SGGW. Doktorat w zakresie nauk rolniczych i leśnych obroniła w 1962 pod kierunkiem prof. Mieczysława Bireckiego.
W latach 1947–1950 była zatrudniona w Zakładzie Statystyki Matematycznej SGGW jako młodsza asystentka, później jako starsza asystentka. Po studiach doktoranckich wróciła w 1958 do ówczesnej Katedry Statystyki Matematycznej. W 1962 awansowała na stanowisko adiunkta, w 1968 została docentem. W latach 1970–1982 kierowała Zakładem Statystyki Matematycznej i Biometrii w Instytucie Zastosowań Matematyki i Statystyki SGGW, zaś w latach 1976–1979 była wicedyrektorką tegoż Instytutu. W latach 1982–1989 była kierowniczką Katedry Statystyki Matematycznej i Doświadczalnictwa na Wydziale Rolniczym SGGW.
Jako nauczycielka akademicka na SGGW prowadziła ćwiczenia i wykłady ze statystyki matematycznej oraz doświadczalnictwa. Wypromowała sześć doktoratów, w całej Polsce konsultowała rozprawy doktorskie i jedną habilitację pod kątem metodyczno-statycznym. Napisała samodzielnie lub współtworzyła kilkadziesiąt prac naukowych w językach polskim i angielskim oraz 10 monografii po polsku. Była współautorką 5 skryptów akademickich ze statystyki matematycznej, doświadczalnictwa i podstaw statystycznych genetyki ilościowej roślin. Zajmowała się zastosowaniem metod statystycznych w doświadczalnictwie rolniczym oraz genetyce ilościowej i hodowli roślin, planowaniem  doświadczeń czynnikowych, badaniami nad optymalizacją wielkości poletka w doświadczeniach polowych, w genetyce i hodowli roślin planowaniem oraz analizą układów krzyżowań form rodzicielskich, jak również zastosowaniem modeli losowych oraz metod wielowymiarowych w genetyce ilościowej. Popularyzowała zastosowanie metod statystycznych w badaniach naukowych z zakresu biologii, rolnictwa, medycyny, przyrody i ekonomii.
Za pracę naukową otrzymała wiele odznaczeń, ale też nagród, np. w 1970 zespołową za szczególne osiągnięcia w dziedzinie dydaktyczno-wychowawczej, organizacji procesu dydaktycznego lub prace związane z kształceniem młodej kadry naukowej, przyznaną przez Ministerstwo Oświaty i Szkolnictwa Wyższego. Wiesław Mądry i Dariusz Gozdowski, profesorowie SGGW, uznali ją za jedną z trzech osób najbardziej zasłużonych w rozwoju metodyki statystycznej w doświadczalnictwie rolniczym w Polsce. L. Ubysz-Borucka i Zygmunt Nawrocki doprowadzili do tego, że Katedra Statystyki Matematycznej i Doświadczalnictwa SGGW stała się najważniejszym ośrodkiem w Warszawie w zakresie statystyki matematycznej i doświadczalnictwa.
Leokadia Ubysz-Borucka była współorganizatorką i wykładowczynią seminariów szkoleniowych. W zakresie biometrii i doświadczalnictwa współpracowała z instytucjami naukowymi w Polsce (Instytut Ziemniaka w Boninie, Instytut Hodowli i Aklimatyzacji Roślin, Instytut Sadownictwa i Kwiaciarstwa, Instytut Badawczy Leśnictwa, Instytut Ekonomiki Rolnictwa, Instytut Ekologii PAN, Instytut Melioracji i Użytków Zielonych, Akademia Medyczna w Warszawie). W latach 50. i 60. XX wieku, w ramach Ministerstwa Rolnictwa, prowadziła kursy i seminaria dla kadry doświadczalnictwa rolniczego oraz dla pracowników ww. instytutów oraz lekarzy Akademii Medycznej.
Należała do Polskiego Towarzystwa Biometrycznego i Polskiego Towarzystwa Gleboznawczego.
Zmarła 8 września 1989 r. w Warszawie. Została pochowana na Cmentarzu Bródnowskim, kwatera 14D-4-17. 

## Odznaczenia
- Złoty Krzyż Zasługi
- Srebrny Krzyż Zasługi
- Medal Komisji Edukacji Narodowej
- Krzyż Kawalerski Orderu Odrodzenia Polski[2]

## Wybrane publikacje
- Leokadia Ubysz-Borucka, Wiesław Mądry, Stanisław Muszyński: Podstawy statystyczne genetyki cech ilościowych, Warszawa: Wydaw. SGGW-AR 1985, ISBN 9788300019458
- Aleksander R. Wójcik, Leokadia Ubysz-Borucka, Wojciech Zieliński: Tablice statystyczne: formuły, definicje, przykłady i opisy tablic, Warszawa: Wydaw. SGGW-AR 1984, ISBN 9788300019045
- Wiesław Mądry, Alicja Wosińska, Leokadia Ubysz-Borucka: Zmienność żywotności pyłku w kwiatach i kwiatostanach astra chińskiego (Callistephus chinensis Nees) wywołana promieniami gamma w pokoleniu M1 i M2, Acta Agrobotanica Vol 37, No 2 (1984)
- Maria Parlińska, Leokadia Ubysz-Borucka: Propozycja adaptacji analizy kanonicznej do oceny rodów ziemniaka, Zesz. Probl. Post. Nauk. Rol.,  z. 290: 61-78, 1983
- Tadeusz Dudek, Leokadia Ubysz-Borucka, Aleksander Ryszard Wójcik: Tablice statystyczne: przeznaczone są dla studentów wydziałów przyrodniczych – Wyd. 3. – Warszawa: Wydaw. SGGW 1979
- Leokadia Ubysz-Borucka: Fenotypowa zmienność ziemniaka. Zesz. Probl. Post. Nauk. Rol.,  1977, z. 191: 283-295
- W. Boguszewski, Leokadia Ubysz-Borucka, Maria Ulińska, Aleksander R. Wójcik: Badanie efektywności nawożenia mineralnego NPK w doświadczeniach wielokrotnych za pomocą wielokrotnej analizy regresji, Listy Biometryczne No. 37-38 (1973), pp. 21-34